# Pilar Cano Dolado
Pilar Cano Dolado es una investigadora en el grupo de Fitoquímica y Funcionalidad de Productos Vegetales (BIOVEG) que trabaja en el departamento de biotecnología y microbiología de alimentos en el Instituto de Investigación en Ciencias de la Alimentación (CIAL).
El grupo de investigadores tiene como objetivo resumido la aplicación de nuevas tecnologías para la mejora de los alimentos, el desarrollo de nuevos alimentos funcionales, la evaluación de la actividad biológica y la inocuidad de alimentos mediante nuevas tecnologías.

## Trayectoria profesional
- Doctora en química Física aplicada en la Universidad Autónoma de Madrid
- Profesora de Investigación del Consejo Superior de Investigaciones Científicas
- Profesora de Investigación en el Instituto de Investigación en Ciencias de la Alimentación

## Tesis doctorales
- Origen bioquímico de las alteraciones de la calidad inducidas por el proceso y la conservación en estado congelado del mango (Mangifera indica, L), CVS Lippens y Smith. - (1991)
- Caracterización de frutos de frambuesa (Rubus idaeus, L.) y mora (Rubus fructicosus, L) en relación con su aptitud para la congelación efecto del proceso sobre sus propiedades antioxidantes - (2000)
- Nuevas tecnologías de procesado (alta presión y campos eléctricos pulsados) de zumo de naranja efecto sobre la calidad nutricional y características antioxidantes - (2004)
- Biological Activity and Nutritional Properties of Processed Onion Products - (2009)
- Uso de Tecnologías emergentes como medida de control de Listeria Monocytogenes en alimentos vegetales a ivel de procesado - (2010)[2]

## Investigaciones principales
Ha trabajado como investigadora en el grupo de Fitoquímica y Funcionalidad de Productos Vegetales(BIOVEG). El objetivo principal de este proyecto es la mejora de alimentos vegetales mediante el empleo de nuevas tecnologías y la búsqueda de nuevas fuentes de obtención de ingredientes funcionales a partir de especies vegetales no valoradas.
También ha presentado su ponencia sobre las innovaciones en el aseguramiento de la bioseguridad y aumento de la vida útil de frutos y hortalizas en el proceso de comercialización. En dicho trabajo se mencionan temas como los aspectos fisiológicos de frutas y hortalizas, las tecnologías de post-cosecha-calidad, sus enfermedades...

## Investigaciones recientes
Pilar Cano Dolado actualmente está trabajando como responsable del grupo CIAL, en el proyecto EUROCAROTEN, desde 2016, hasta 2019. Este proyecto consiste en una red europea para avanzar en la investigación y aplicaciones de carotenoides en agroalimentación y salud. El objetivo principal de esta compañía es crear una red transnacional para coordinar e impulsar la investigación de carotenoides en Europa en el contexto de la agroalimentación y la salud; así como cerrar la brecha entre la ciencia, los responsables de las políticas y la sociedad.
Otra de sus investigaciones más recientes, es la mejora de funcionalidad de alimentos y desarrollo de nutraceúticos mediante tecnologías innovadoras (FunFoodEmertec). Con una duración de tres años.